# Leucauge dromedaria
Leucauge dromedaria là một loài nhện trong họ Tetragnathidae.
Loài này thuộc chi Leucauge. Leucauge dromedaria được miêu tả năm 1881 bởi Thorell.